# Megachernes papuanus
Espèce
Megachernes papuanus est une espèce de pseudoscorpions de la famille des Chernetidae.

## Distribution
Cette espèce est endémique de Nouvelle-Guinée. Elle se rencontre en Papouasie-Nouvelle-Guinée et en Indonésie.

## Description
La femelle holotype mesure 3,2 mm.

## Étymologie
Son nom d'espèce lui a été donné en référence au lieu de sa découverte, la Papouasie.

## Publication originale
- Beier, 1948 : Phoresie und Phagophilie bei Pseudoscorpionen. Österreichische Zoologische Zeitschrift, vol. 1, p. 441-497 (texte intégral).